# Haematopinus taurotragi
Haematopinus taurotragi – gatunek wszy należący do rodziny Haematopinidae, pasożytujący na elandzie (Taurotragus oryx), kudu wielkim (Tragelaphus strepsiceros). Powoduje chorobę wszawicę. 
Samica długości 3,5 - 4,0 mm, samiec długości 3,0 - 3,5 mm. Są silnie spłaszczona grzbietowo-brzusznie. Głowa dwukrotnie lub trzykrotnie dłuższa jak szersza. Nogi bardzo duże i silne. Samica składa  jaja zwanych gnidami, które są mocowane specjalnym "cementem" u nasady włosa. Rozwój osobniczy trwa po wykluciu się z jaja około 14 dni.
Pasożytuje na skórze owłosionej głównie w okolicy nasady uszu, na karku, na bokach ciała. W przypadku silnego opadnięcia może występować na całym ciele. Występuje na terenie Afryki w Ugandzie, Tanzanii, Zairze, Zimbabwe.